# Kaliakra
Kaliakra (bolgarsko Калиакра) je rt v Južni Dobrudži na severni bolgarski črnomorski obali, 12 kilometrov vzhodno od mesta Kavarna, 60 kilometrov severovzhodno od Varne in 65 kilometrov jugozahodno od romunske Mangalie. Obala je strma z navpičnimi pečinami, ki segajo 70 metrov do morja.
Kaliakra je naravni rezervat, kjer je možno opazovati delfine in kormorane. Leži na Via Pontica, glavni selitveni poti ptic iz Afrike v vzhodno in severno Evropo. Spomladi in jeseni je tu mogoče videti veliko redkih ptic in ptic selivk, tako kot večji del te obale pa tudi tukaj živi več redkih ptic, ki se gnezdijo (npr. Črnomorski kupčar (Oenanthe pleschanka) in lokalna vrsta vranjeka (Gulosus aristotelis). Tudi preostali del rezervata ima nenavadne gnezdeče ptice; sokol plenilec (Falco cherrug), črnočeli srakoper (Lanius minor) in vrsta drugih.
Predstavlja tudi ostanke utrjenega obzidja, vodovoda, kopeli in rezidence despota Dobrotice v kratkotrajnem despotatu srednjeveške prestolnice Dobrudže. Zaliv Bolata z majhno zaščiteno plažo leži severno ob izlivu slikovitega kanjona, prav tako del naravnega rezervata.

## Ime
Za rt in trdnjavo so skozi zgodovino uporabljali naslednja imena:
- Tračanščina: Tirizis (grško: Τίριζις)
- latinsko T(i)rissa
- grško Ἂκραι ali Καλή Άκρα, Akrai ali Kalē Akra
- bolgarsko Nos Kaliakra
- italijansko Capo Caliacra
- turško Kaligra Burnu
- romunsko Caliacra

Ime Kaliakra je bizantinskega grškega izvora. Je kombinacija καλός ('lep') in άκρα ('rát' ali 'rob' ali 'skrajnost') in se tradicionalno prevaja kot 'lep rt'.

## Zgodovina
Kaliakra je bila prizorišče pomorske bitke 11. avgusta 1791, del rusko-turške vojne (1787–1792).
Prvi moderni svetilnik na Kaliakri je leta 1866 zgradila Compagnie des Phares de l’Empire Ottoman; sedanji, 10-metrski cilindrični kamniti zidani stolp z lučko in galerijo, je bil postavljen leta 1901, z višino goriščne ravnine 68 metrov in belim bliskom (vsakih 5 sekund); ima tudi radijski navigacijski oddajnik in meglo.
V bližini Kaliakre je velik srednjevalovni oddajnik, ki ni nikoli začel obratovati, kot je bilo načrtovano. Od leta 2009 se v bližini razvija več vetrnih elektrarn. Območje ima zdaj tri igrišča za golf, ki sta jih zasnovala legendarna golfista Gary Player in Ian Woosnam.

## Starodavna trdnjava

### Zgodovina
Najzgodnejša pomorska naselbina sega v 4. stoletje pr. n. št., ko je območje naseljevalo tračansko pleme Tiris, ki je območju dalo prvotno ime Tirisis.
Starodavni geograf Strabon je, ko je opisoval Kaliakro, navedel, da je bila tu prestolnica kralja Lizimaha, enega izmed Aleksandrovih generalov in vladarja Trakije. Po govoricah naj bi v votlinah blizu polotoka skril svoj zaklad, ki naj bi ga zajel med pohodi proti Perziji. V helenističnem obdobju je bilo v notranjosti zgrajeno drugo trdnjavsko obzidje, v rimskih časih pa so tračansko trdnjavo razširili. V letih 341–342 so dokončali okrogle stolpe in okoli trdnjave je bilo že zgrajeno mesto. Še dlje od konca polotoka so v drugi polovici 4. stoletja postavili tretjo utrdbo z 10-metrskim obzidjem, debelim 2,90 m. Med arheološkimi izkopavanji v 20. stoletju so na Kaliakri odkrili ostanke antičnih in zgodnjekrščanskih nekropol.
V 5. in 6. stoletju je po Hieroceleju trdnjava (danes znana kot Accra Castellium ali preprosto Accra) pridobila pomen utrjenega jedra proti prihajajočim barbarskim plemenom in je bila eno od 15 mest v provinci Skitiji. Leta 513 je prišlo do bitke med Kaliakro in bizantinskim cesarjem Anastazijem I. Naselbina in utrdba sta se razvijali v naslednjih stoletjih, vendar je po mnenju nekaterih raziskovalcev v 7. stoletju prišlo do zatona, ker Slovani in Prabolgari niso pokazali zanimanja za poselitev tega mesta. V virih iz 10. stoletja je območje različno navedeno kot Tetrasida, Tetrasiada, Tetrisias, Trisa, Tirisa ali Tirista.
Najzgodnejši zahodnoevropski zemljevid, ki omenja sodobno ime Kaliakra, je tisti Italijana Petrusa Vesconte iz leta 1318. V drugih italijanskih zemljevidih in spisih iz 14. stoletja je polotok opisan tudi kot Capo Calacria ali Calacria. Nemški oklepnik Hans Schiltberger opisuje polotok kot Kalacerca, ki izhaja iz καλός – lep/dober in τσέρκι – obroč, glede na tri zidove trdnjave Kaliakra. Bolgarska mornarica prve svetovne vojne je vključevala čoln za odstranjevanje min z imenom Kalatserka.
Razcvet Kaliakre je bil v drugi polovici 14. stoletja, ko je bil glavno mesto kneževine (despota) Carvun pod bolgarskima vladarjema Balikom in Dobrotico. Despotat je obsegal severovzhodne bolgarske dežele in je bil ločen od centralne oblasti. Dobrotica se imenuje tudi Dobrudža, kar je turška izgovorjava njenega imena. Pisni zapisi govorijo o mogočnem srednjeveškem mestu, kjer je vladar koval svoje kovance in utrdbo spremenil v cerkveno središče. Danes so na konici rta ostanki trdnjavskega obzidja; nekaj vodovoda, kopeli in knežje rezidence je še ohranjenih. Kaliakrovi despoti so bili prvi med domačimi vladarji, ki so začeli graditi mornarico. Dobroticove galeje so sodelovale v uspešnih bojnih operacijah v Črnem morju. V letih 1393–1394 je kneževina Carvun postala ena zadnjih bolgarskih posesti, ki je padla pod osmansko oblast.
Leta 1402 je vlaški vojvoda Mircea I. Vlaški prevzel dežele okoli Kaliakre, vendar so kasneje istega leta območje ponovno zavzele osmanske čete. Leta 1444 so bili pri rtu Kaliakra ustavljeni vitezi poljskega in madžarskega kralja Vladislava III. Varnenczyka v pohodu proti Osmanskemu cesarstvu. V starih turških zakonikih se Kaliakra omenja kot pristanišče s carino Kilagra ali Celigra Burun.
31. julija 1791 se je ob obali Kaliakre začela največja pomorska bitka v Črnem morju med rusko-turško vojno 1787–1792. Ruska eskadra, ki jo je vodil admiral Fjodor Ušakov, je večkrat premagala nadrejeno turško armado Huseina paše in pomagala končati vojno. Na konici rta so postavili ploščo z reliefom ruskega admirala. 10. avgusta 2006, ob 215. obletnici te zmage, so mu postavili spomenik. Spomenik je figura v polni višini in stoji na hribu, kjer je viden z morja.

## Legende
Verjetno najbolj priljubljena legenda o kraju je tista o 40 bolgarskih dekletih, ki so si raje zvezala lase in skočila v Črno morje, kot da bi se soočila z možnostjo, da jih Osmani ujamejo. Ob vhodu na rt, imenovan Vrata 40 deklet, je postavljen obelisk, posvečen tej legendi.
Druga legenda pripoveduje zgodbo o svetem Nikolaju, zaščitniku mornarjev, ki je bežal pred Osmani, ko je Bog naredil zemljo pod njim vedno daljšo, da bi lahko pobegnil in tako je nastal rt. Svetnika so na koncu ujeli in leta 1993 zgradili kapelo, ki simbolizira njegov grob. Na istem mestu naj bi med osmansko vladavino obstajal tudi derviški samostan, ki naj bi ohranil relikvije muslimanskega bektašijskega svetnika Sarija Saltika.
Tretja legenda govori o Lizimahu, nasledniku Aleksandra Velikega, ki je zasegel kraljevi zaklad in pobegnil v Kaliakro ter umrl v veliki nevihti skupaj s celotno floto.

## Čast
Po Kaliakri se imenuje ledenik Kaliakra na otoku Livingston na Južnih Shetlandskih otokih na Antarktiki.